# L'homme que j'aime
L'homme que j'aime è un film del 1997 diretto da Stéphane Giusti.

## Trama
(Lucas)
Martin è il nuovo bagnino di una piscina. Appena arrivato adocchia il riservato Lucas, un altro bagnino. L'uomo lo segue, chiedendogli se fosse omosessuale e se volesse uscire con lui, ottenendo un rifiuto categorico. Martin non si arrende e lo segue fino a casa, dove conosce sua moglie, Lise. I due fanno amicizia, visto che conoscono entrambi il linguaggio del corpo. Il fatto che Lucas sia fidanzato non impedisce a Martin di continuare a provarci, corteggiandolo in ogni modo possibile al mondo.
Un incidente in piscina fa in modo che Lucas vada in ospedale per un controllo. Durante la visita rivede suo padre, che si è risposato dopo la morte della madre. Quello che Lucas non sa è che il padre è anche il medico di Martin. Inoltre, sempre il padre del ragazzo, lo vede insieme al suo paziente e deduce che sia omosessuale. Lucas si sente particolarmente confuso: non riesce più ad avere rapporto sessuali con Lise, determinando una sua preoccupazione. Il padre di Lucas confessa al figlio che Martin è malato di AIDS.
Scoperta la verità sulla malattia di Martin, Lucas scopre anche la verità sui propri sentimenti. Deciso, lascia l'appartamento di Lise, con suo grande dispiacere, e va a vivere a casa di Martin. Il mondo di Lucas diventa all'improvvisamente più grande: manifestazioni, amici trans, discoteche gay. Conosce perfino la madre di Martin, Rose, una donna innamorata follemente del figlio e per amor di quest'ultimo ha lasciato perfino il marito. Quando le condizioni di salute di Martin peggiorano, l'uomo è costretto ad allontanare Lucas, che lo cerca da ogni parte, ma lo troverà soltanto grazie all'aiuto di Lise e del padre. I due si sposano prima della morte di Martin.
Tempo dopo Lucas guarda in cielo, consapevole di una cosa: l'amore della sua vita lo sta guardando.